# Malaysias damlandslag i fotboll
Malaysias damlandslag i fotboll representerar Malaysia i fotboll på damsidan. Dess förbund är Football Association of Malaysia.